# Adam Nussbaum
Adam Nussbaum (nacido el 29 de noviembre de 1955) es un baterista de jazz estadounidense.

## Primeros años de vida
Nació en la ciudad de Nueva York el 29 de noviembre de 1955.  Creció en Norwalk, Connecticut, y tocó la batería por primera vez a la edad de cuatro años.  Después de cinco años de estudio de piano, consiguió su primera batería cuando tenía alrededor de doce años.  Posteriormente estudió música en el City College de Nueva York, tiempo durante el cual también tocó en clubes locales. 

## Vida posterior y carrera
En 1978 se unió al quinteto de Dave Liebman e hizo su primera gira europea con John Scofield. 
Tocó con el saxofonista Stan Getz en 1982-1983.  En 1983 también se convirtió en miembro de la Orquesta Gil Evans, y dos años después realizó con ella una gira por Europa y Japón. 
Posteriormente se unió al Cuarteto Eliane Elias / Randy Brecker, Gary Burton y Toots Thielemans.  En 1987 comenzó a hacer giras con la banda de Michael Brecker.  Durante 1992 Nussbaum formó parte de la Carla Bley Big Band y el año anterior John Abercrombie lo contrató para completar su trío de órgano. 
Se ha mantenido activo en una amplia variedad de grupos y como autónomo.  Su debut discográfico como líder fue en 2018, con The Lead Belly Project.  Este álbum de cuarteto fue lanzado por Sunnyside Records. 

## Discografía

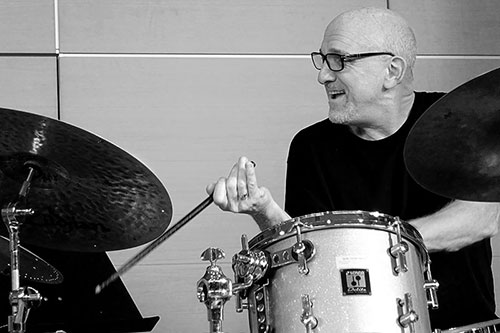
Adam Nussbaum (2015) en Aarhus, Dinamarca.

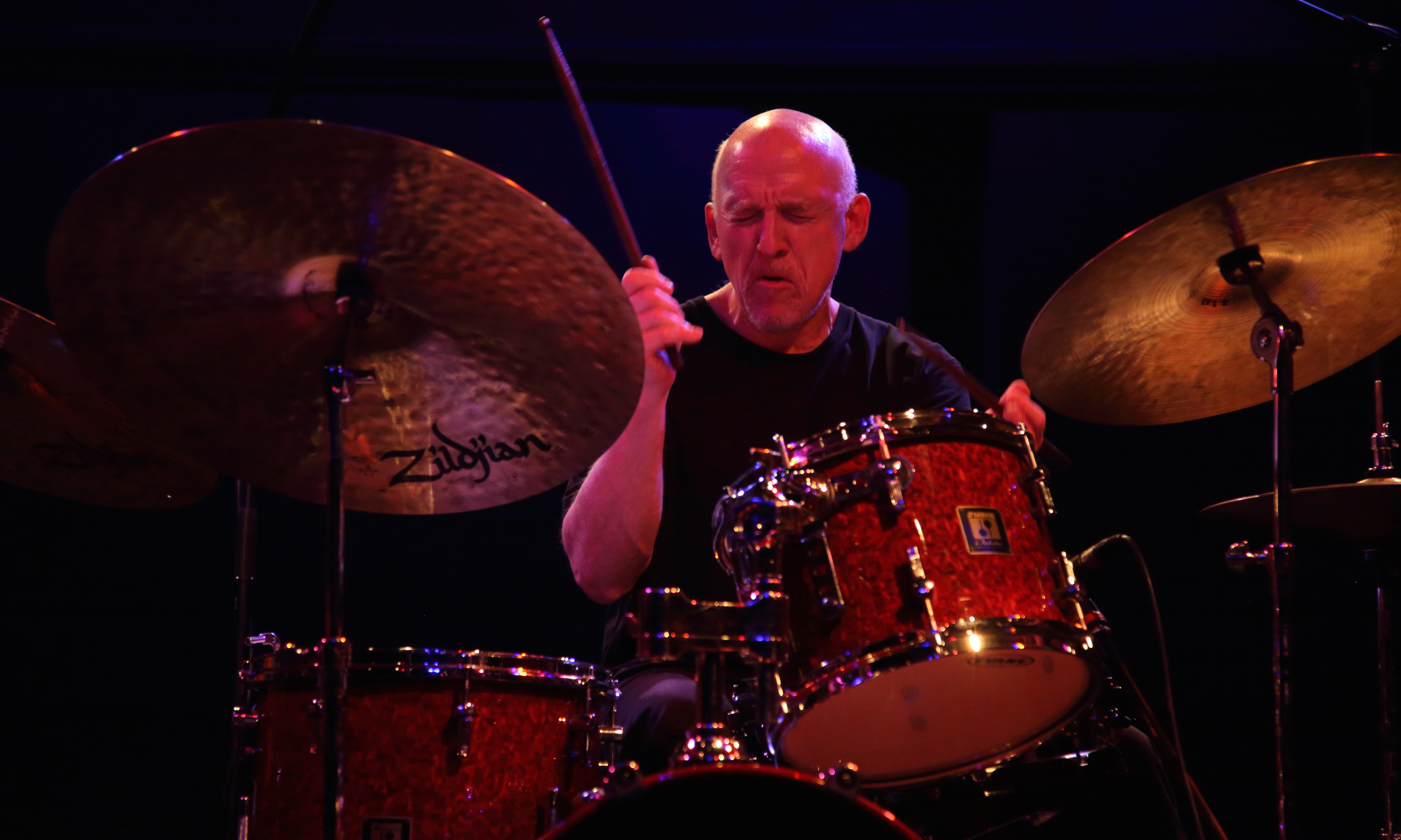
Adam Nussbaum.

### Como líder
- The Lead Belly Project (Sunnyside，2018)

### Como acompañante
Con John Abercrombie
- While We're Young (ECM, 1992)
- Speak of the Devil (ECM, 1993)
- Tactics (ECM, 1997)
- Open Land (ECM, 1998)

Con Paul Bley
- If We May (SteepleChase, 1993)

Con Michael Brecker
- Don't Try This at Home (Impulse!, 1988)

Con George Cables
- I Mean You (SteepleChase, 1993)

Con Ted Curson
- I Heard Mingus (Interplay, 1980)

Con Gil Evans
- Live at Sweet Basil (Gramavision, 1984 [1986])
- Live at Sweet Basil Vol. 2 (Gramavision, 1984 [1987])

Con Hal Galper
- Ivory Forest (Enja, 1979)

Con Mark Isaacs
- Keeping the Standards (Vorticity, 2004)

Con Lee Konitz
- The New York Album (Soul Note, 1988)

Con David Liebman
- Doin' It Again (Timeless, 1979)
- If They Only Knew (Timeless, 1980)

Con Rick Margitza
- Color (1989, Blue Note)

Con Karlheinz Miklin
- Last Waltz (1997)

Con Tisziji Muñoz
- Visiting This Planet (Anami Music, 1980's)
- Hearing Voices (Anami Music, 1980's)

Con John Scofield
- Rough House (Enja, 1978)
- Who's Who? (Jive, 1979)
- Bar Talk (Jive, 1980)
- Shinola (Enja, 1981)
- Out Like a Light (Enja, 1981)

Con Ed Summerlin
- Eye on the Future (Ictus, 1999)

Con Steve Swallow
- Deconstructed (Xtra Watt, 1996)
- Always Pack Your Uniform on Top (Xtra Watt, 1999)
- Damaged in Transit (Xtra Watt, 2001 [2003])

Con Sigurd Ulveseth
- To wisdom, the prize (Taurus Records, 1995)
- Infant eyes (Taurus Records, 1997)
- Wish I knew (Taurus Records, 2001)

Con Tom Varner
- Motion/Stillness (Soul Note, 1982)

Con Miroslav Vitous
- Universal Syncopations II (ECM, 1995)

Con Linley Hamilton
- For The record (Teddy D Records, 2020)

Con Linley Hamilton
- Ginger's Hollow (Whirlwind Recordings, 2003)

## Galería

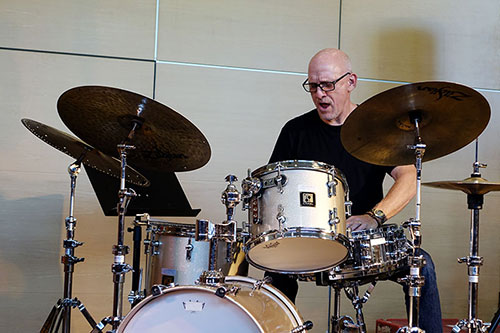
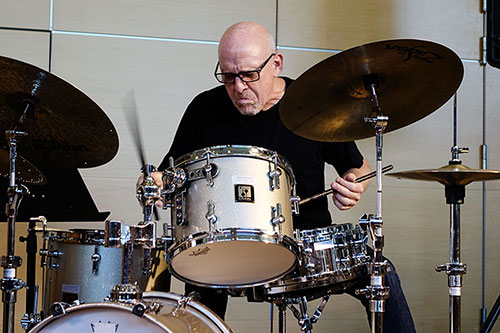
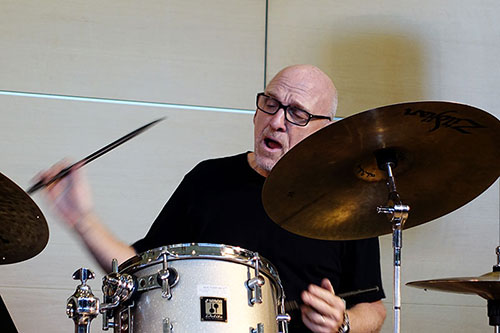
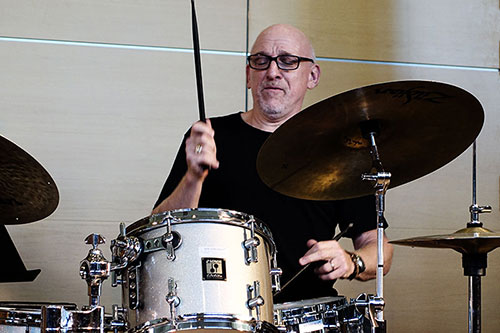
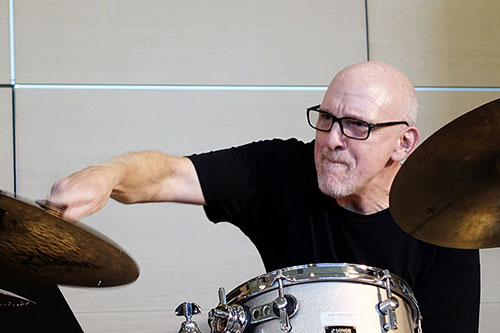
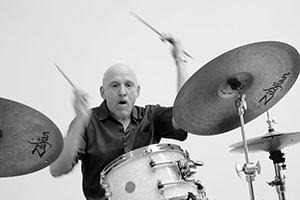